# Martín Rodríguez Prantl
Martín Sebastián Rodríguez Prantl (Montevideo, Uruguay, 20 de setiembre de 1989) es un futbolista uruguayo que se desempeña en la posición de arquero y su equipo actual es el Club Guaraní de la Primera División de Paraguay.

## Biografía
Martín Rodríguez comenzó su carrera deportiva en Montevideo Wanderers donde hizo las juveniles desde 2002, debutó en el primer equipo en 2010, disputó la Copa Sudamericana 2013 donde el equipo cayó frente a Libertad por 1-2 en la primera fase. En la temporada 2013-14 el equipo, tras ganar el Torneo Clausura y quedar primero en la Tabla Anual, llegó a las finales del Campeonato Uruguayo donde cayó frente a Danubio después de una tanda de penales tras empatar la ida 0-0 y la vuelta 2-2. En el año 2014 se fue libre a Juventud de Las Piedras donde volvió a jugar la Copa Sudamericana en 2015 y el equipo cayó frente a Emelec en segunda fase tras una tanda de penales luego de haber empatado ambos partidos 0-0. En el año 2016 se fue libre al Deportivo Pereira donde estuvo poco tiempo antes de regresar a Montevideo Wanderers en 2017 donde disputó la Copa Libertadores 2017 y el equipo cayó frente a The Strongest en segunda fase tras perder 0-6 en el global, en 2018 volvió a disputar la Copa Libertadores con Montevideo Wanderers donde cayeron frente a Olimpia en primera fase luego de un 0-2 en el global. En 2018 se fue a Racing de Montevideo donde disputó 25 partidos en la Primera División de Uruguay. En el año 2019 volvió a emigrar del país para irse al Vitória donde disputó 28 partidos en el Campeonato Brasileño de Serie B. En el año 2020 tras la pandemia de COVID-19 se fue al Operário Ferroviário donde disputó 9 partidos en el Campeonato Brasileño de Serie B. En 2021 se fue al Santa Cruz donde estuvo únicamente un mes, disputó 1 partido en la Copa do Nordeste 2021 y otro en el Campeonato Pernambucano 2021. En mayo de 2021, tras rescindir su contrato con el Santa Cruz, regresó a Uruguay para jugar en uno de los grandes del país como es Nacional, donde se encuentra actualmente.

## Estadísticas
Actualizado al último partido vs. River Plate el 4 de diciembre de 2021
| Club                         | Div           | Temporada     | Liga  | Liga | Copas nacionales | Copas nacionales | Torneos internacionales | Torneos internacionales | Total | Total |
| Club                         | Div           | Temporada     | Part. | GC   | Part.            | GC               | Part.                   | GC                      | Part. | GC    |
| ---------------------------- | ------------- | ------------- | ----- | ---- | ---------------- | ---------------- | ----------------------- | ----------------------- | ----- | ----- |
| Wanderers · Uruguay          | 1.ª           | 2009-10       | 0     | 0    | 0                | 0                | 0                       | 0                       | 0     | 0     |
| Wanderers · Uruguay          | 1.ª           | 2010-11       | 3     | 5    | 0                | 0                | 0                       | 0                       | 3     | 5     |
| Wanderers · Uruguay          | 1.ª           | 2011-12       | 21    | 35   | 0                | 0                | 0                       | 0                       | 21    | 35    |
| Wanderers · Uruguay          | 1.ª           | 2012-13       | 17    | 16   | 0                | 0                | 2                       | 2                       | 19    | 18    |
| Wanderers · Uruguay          | 1.ª           | 2013-14       | 7     | 11   | 0                | 0                | 0                       | 0                       | 7     | 11    |
| Wanderers · Uruguay          | Total club    | Total club    | 48    | 67   | 0                | 0                | 2                       | 2                       | 50    | 69    |
| Juventud · Uruguay           | 1.ª           | 2014-15       | 3     | 5    | 0                | 0                | 1                       | 1                       | 4     | 6     |
| Juventud · Uruguay           | 1.ª           | 2015-16       | 2     | 2    | 0                | 0                | 0                       | 0                       | 2     | 2     |
| Juventud · Uruguay           | Total club    | Total club    | 5     | 7    | 0                | 0                | 1                       | 1                       | 6     | 8     |
| Deportivo Pereira · Colombia | 2.ª           | 2016          | 3     | ?    | 0                | 0                | 0                       | 0                       | 3     | ?     |
| Deportivo Pereira · Colombia | Total club    | Total club    | 3     | ?    | 0                | 0                | 0                       | 0                       | 3     | ?     |
| Wanderers · Uruguay          | 1.ª           | 2017          | 37    | 53   | 0                | 0                | 2                       | 6                       | 39    | 59    |
| Wanderers · Uruguay          | 1.ª           | 2018          | 18    | 27   | 0                | 0                | 2                       | 2                       | 20    | 29    |
| Wanderers · Uruguay          | Total club    | Total club    | 55    | 80   | 0                | 0                | 4                       | 8                       | 59    | 88    |
| Racing · Uruguay             | 1.ª           | 2018          | 10    | 10   | 0                | 0                | 0                       | 0                       | 10    | 10    |
| Racing · Uruguay             | 1.ª           | 2019          | 15    | 30   | 0                | 0                | 0                       | 0                       | 15    | 30    |
| Racing · Uruguay             | Total club    | Total club    | 25    | 40   | 0                | 0                | 0                       | 0                       | 25    | 40    |
| Vitória · Brasil             | 2.ª           | 2019          | 28    | 29   | 0                | 0                | 0                       | 0                       | 28    | 29    |
| Vitória · Brasil             | Total club    | Total club    | 28    | 29   | 0                | 0                | 0                       | 0                       | 28    | 29    |
| Operário · Brasil            | 2.ª           | 2020          | 9     | 9    | 0                | 0                | 0                       | 0                       | 9     | 9     |
| Operário · Brasil            | Total club    | Total club    | 9     | 9    | 0                | 0                | 0                       | 0                       | 9     | 9     |
| Santa Cruz · Brasil          | 3.ª           | 2021          | 0     | 0    | 2                | 2                | 0                       | 0                       | 2     | 2     |
| Santa Cruz · Brasil          | Total club    | Total club    | 0     | 0    | 2                | 2                | 0                       | 0                       | 2     | 2     |
| Nacional · Uruguay           | 1.ª           | 2021          | 16    | 16   | 0                | 0                | 0                       | 0                       | 16    | 16    |
| Nacional · Uruguay           | 1.ª           | 2022          | 4     | 3    | 2                | 3                | 2                       | 3                       | 8     | 9     |
| Nacional · Uruguay           | Total club    | Total club    | 20    | 19   | 2                | 3                | 2                       | 3                       | 24    | 25    |
| Total carrera                | Total carrera | Total carrera | 193   | 251  | 4                | 5                | 9                       | 14                      | 206   | 270   |

## Selección nacional

### Selección juvenil
Martín Rodríguez fue convocado en 2009 por Diego Aguirre a la selección sub-20 de Uruguay para disputar el Campeonato Sudamericano 2009 donde Uruguay conseguiría quedar en tercer lugar, también fue convocado para disputar el Mundial sub-20 donde Uruguay caería frente a Brasil en octavos de final por 1-3. Nuevamente fue convocado por Juan Verzeri en 2011 a la selección sub-22 de Uruguay para disputar los Juegos Panamericanos donde Uruguay se quedaría con la medalla de bronce tras vencer a Costa Rica por 2-1.
| Mundial                  | Sede   | Resultado        | Partidos | GC |
| ------------------------ | ------ | ---------------- | -------- | -- |
| Copa Mundial Sub-20 2009 | Egipto | Octavos de final | 4        | 5  |

| Copa                                | Sede      | Resultado | Partidos | GC |
| ----------------------------------- | --------- | --------- | -------- | -- |
| Campeonato Sudamericano Sub-20 2009 | Venezuela | 3.º       | 5        | 8  |

| Copa                      | Sede   | Resultado | Partidos | GC |
| ------------------------- | ------ | --------- | -------- | -- |
| Juegos Panamericanos 2011 | México | 3.º       | 4        | 7  |

## Palmarés

### Títulos nacionales
| Título            | Club      | País    | Año  |
| ----------------- | --------- | ------- | ---- |
| Torneo Clausura   | Wanderers | Uruguay | 2014 |
| Torneo Intermedio | Nacional  | Uruguay | 2022 |
| Torneo Clausura   | Nacional  | Uruguay | 2022 |